# La Coquille et le clergyman
La Coquille et le clergyman, conocida en castellano como La concha y el clérigo o El clérigo y la caracola, es una película experimental francesa dirigida por Germaine Dulac, a partir de un guion de Antonin Artaud. Fue estrenada en París el 9 de febrero de 1928. Se la considera la primera película surrealista, ya que fue estrenada un año antes que Un perro andaluz de Luis Buñuel.

## Sinopsis
La película muestra las alucinaciones eróticas de un sacerdote y su deseo sexual por la esposa de un general.

## Reparto
- Alex Allin: el clérigo
- Génica Athanasiou: la mujer
- Lucien Bataille: el general

## Trasfondo de producción
Aunque los discursos difieren, parece que Artaud estaba disconforme con el tratamiento del guion que llevó Dulac. La película fue opacada por Un chien andalou (Un perro andaluz, 1929), escrita y dirigida por Luis Buñuel y Salvador Dalí.

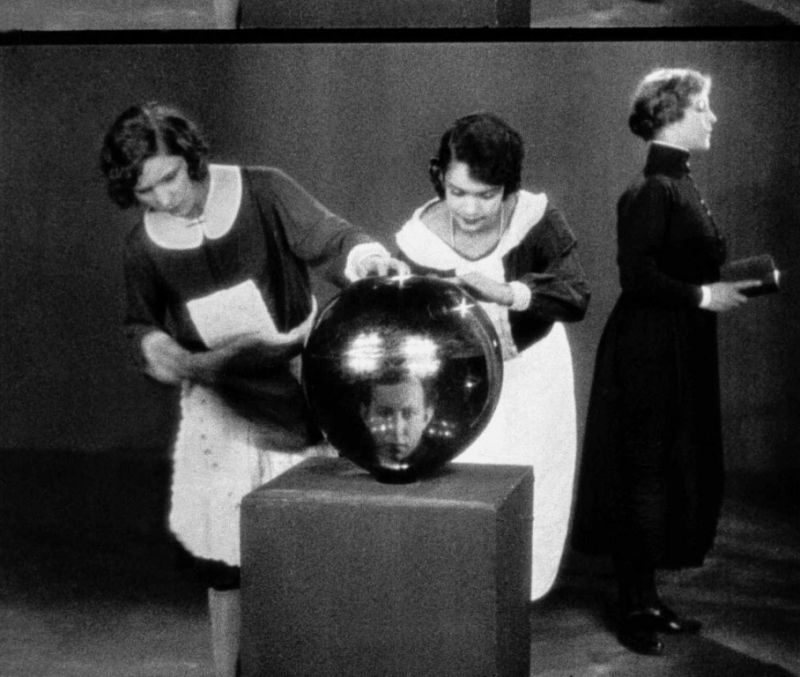
Fotograma de La concha y el clérigo de Germaine Dulac (1928).

## Música
La película muda es popular entre los músicos y su banda sonora ha sido compuesta por muchos grupos. Fue una de las primeras películas proyectada y musicalizada en vivo por Silent Orchestra en el Museo Nacional de Mujeres Artistas en Washington, DC en 2000. Fue la primera película musicalizada en vivo por la banda Minima en Londres en 2006. También fue remusicalizada por Steven Severin de Siouxsie and the Banshees y The Black Cat Orchestra.
Sons of Noel and Adrian realizó una puesta en vivo en Roundhouse en junio de 2009. En marzo de 2011, Imogen Heap cantó una versión a cappella compuesta junto con Holst Singers como parte del festival de Birds Eye View.
En enero de 2012, el artista Roto Visage lanzó una nueva versión de banda sonora para el corte de director de La Concha y el Reverendo en Kikapú, una netlabel que distribuye su música de manera gratuita en formato digital. Esta versión fue lanzada en conjunto con Transflux Films y con licencia Creative Commons.
En enero de 2015, el artista Luigi Morleo lanzó una nueva versión de banda sonora para el corte de director de La concha y el clérigo en Kikapu, esta versión fue lanzada en conjunto con el Festival de música de cine en Italia.